# مسکو (تنسی)
مسکو(به انگلیسی: Moscow) شهری در ایالت تنسی کشور ایالات متحده آمریکا است که جمعیت آن در سرشماری سال ۲۰۱۰ میلادی، ۵۵۶ نفر بوده‌است.

## نگارخانه

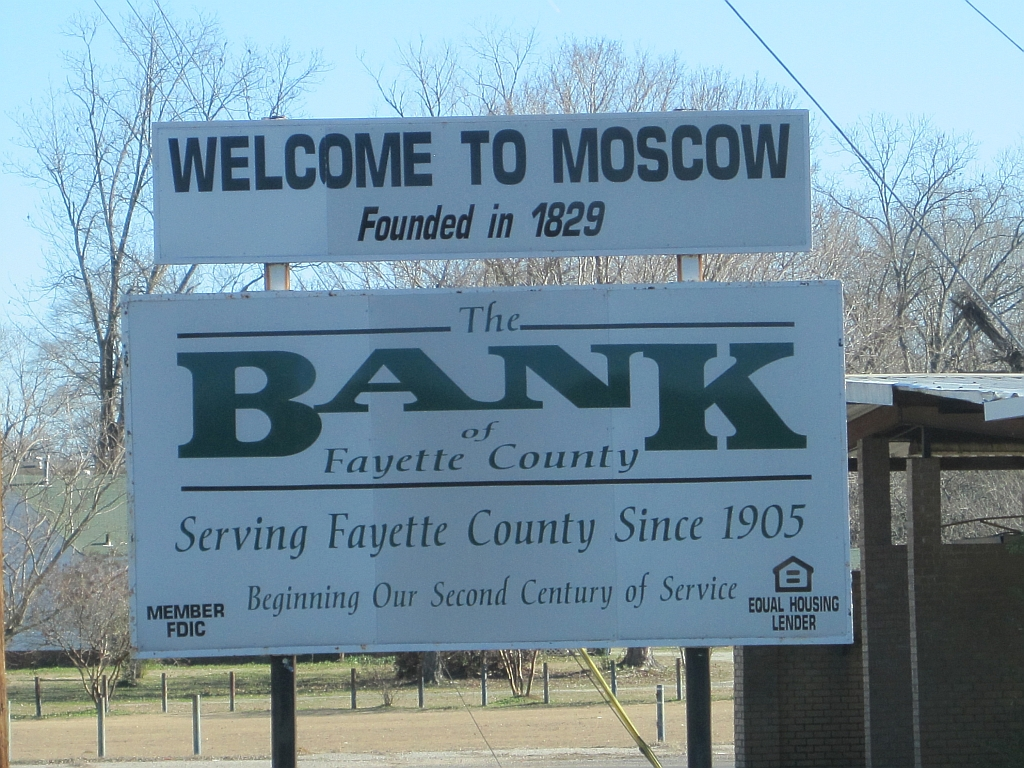
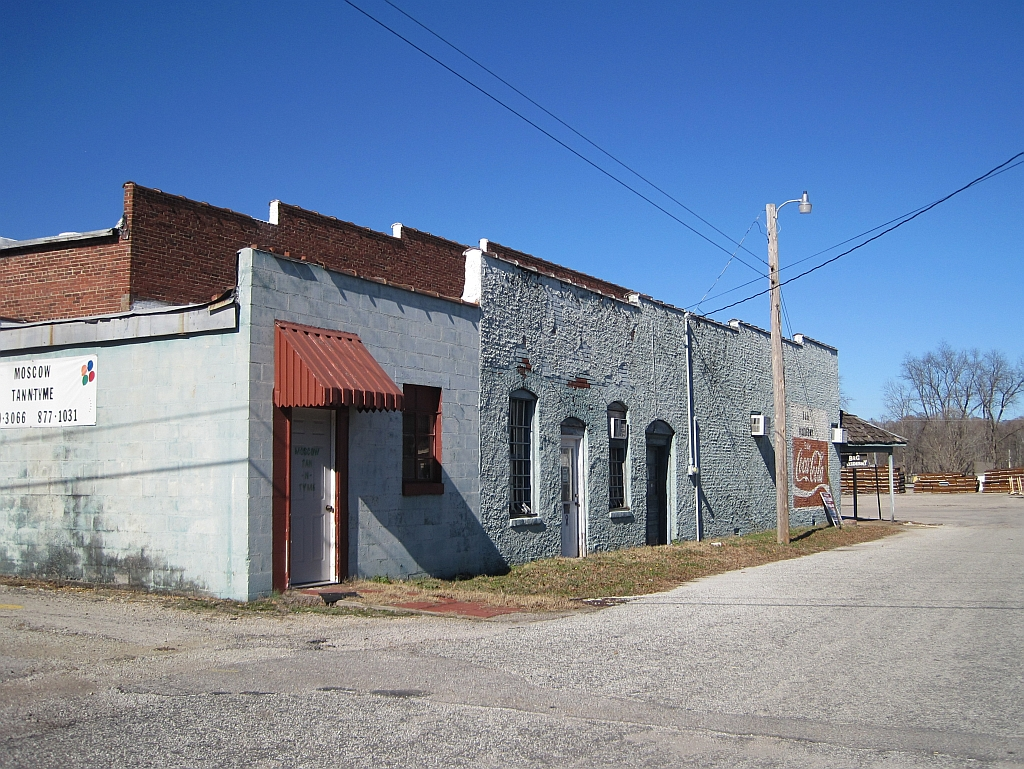
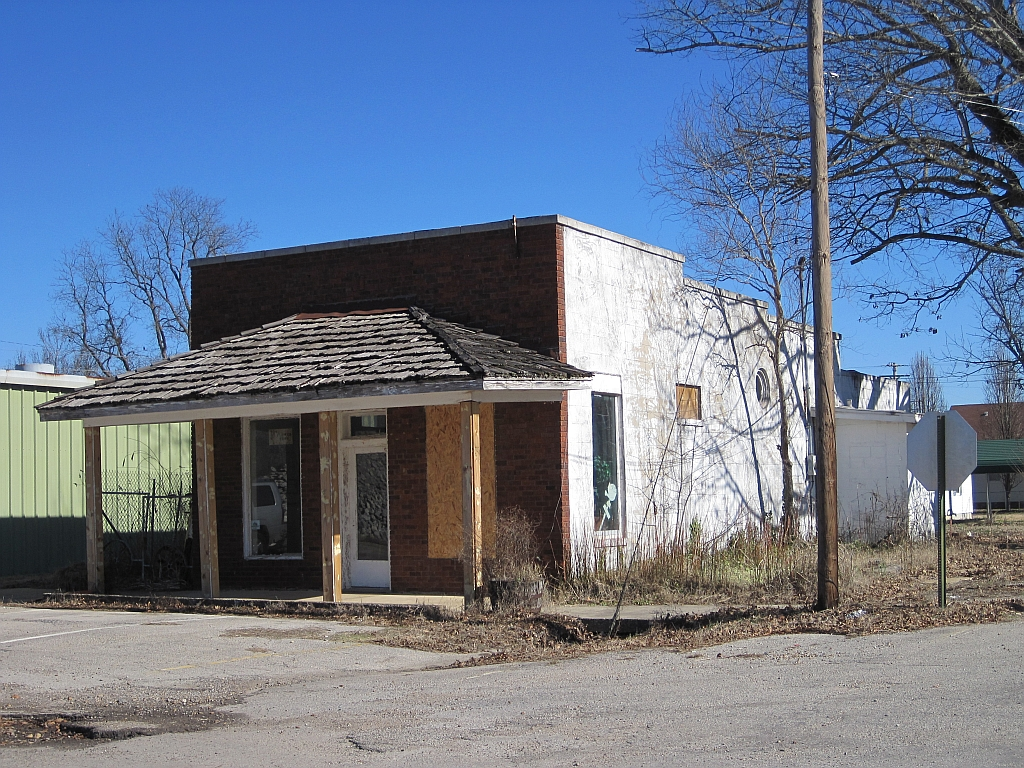
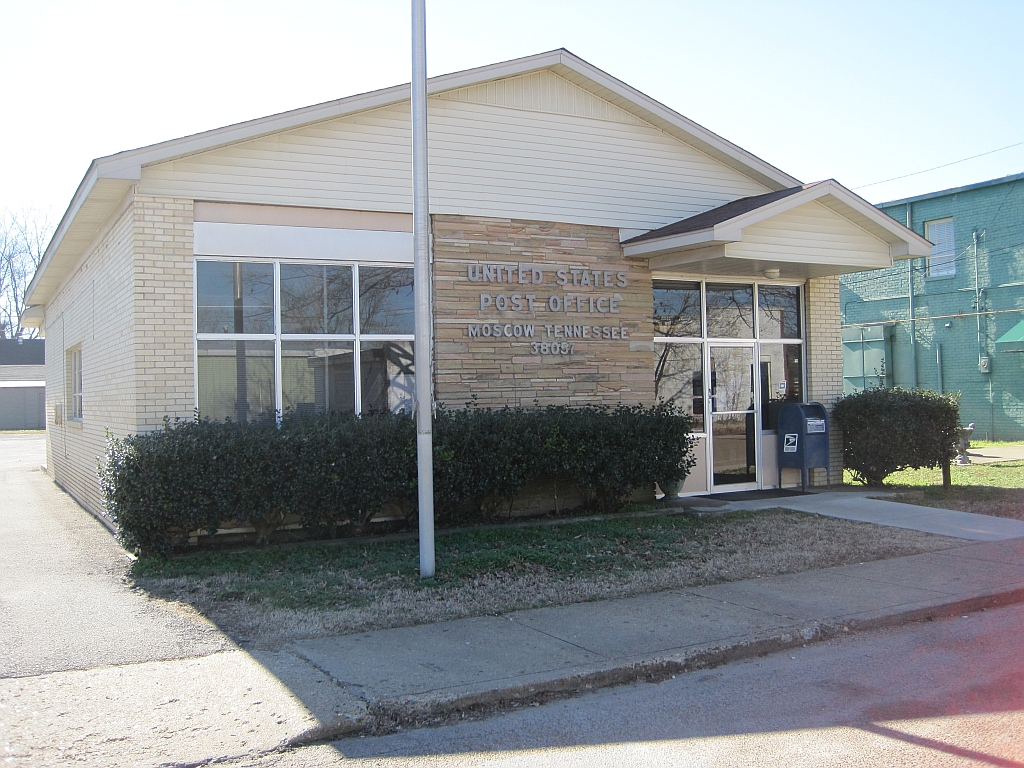
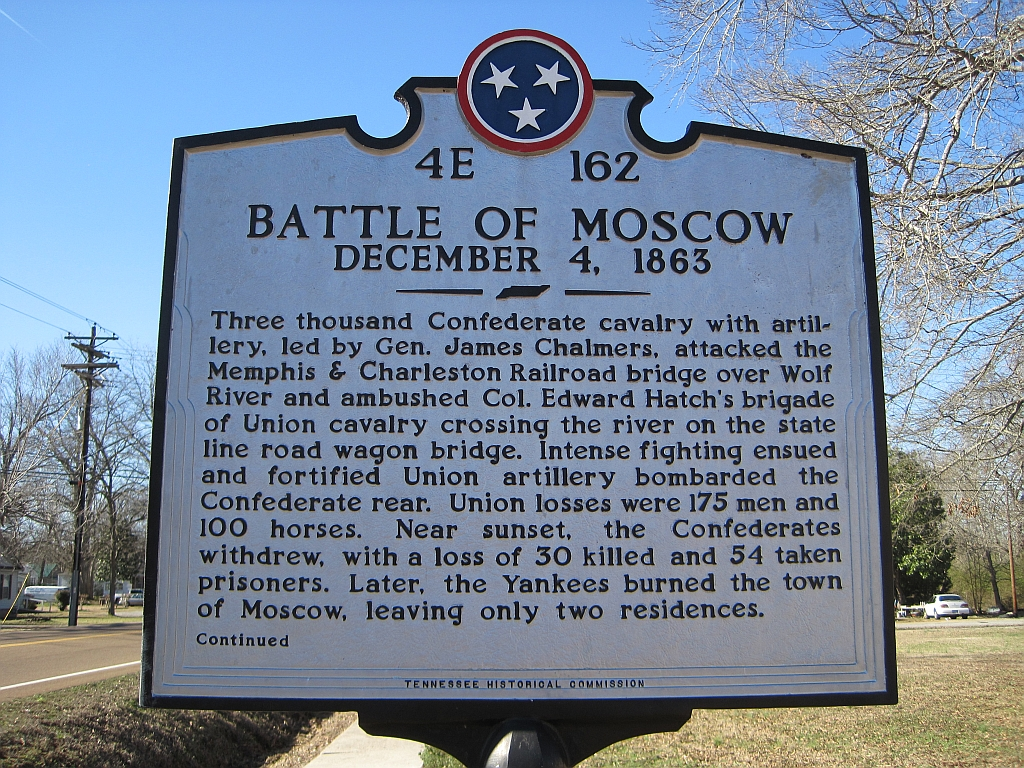
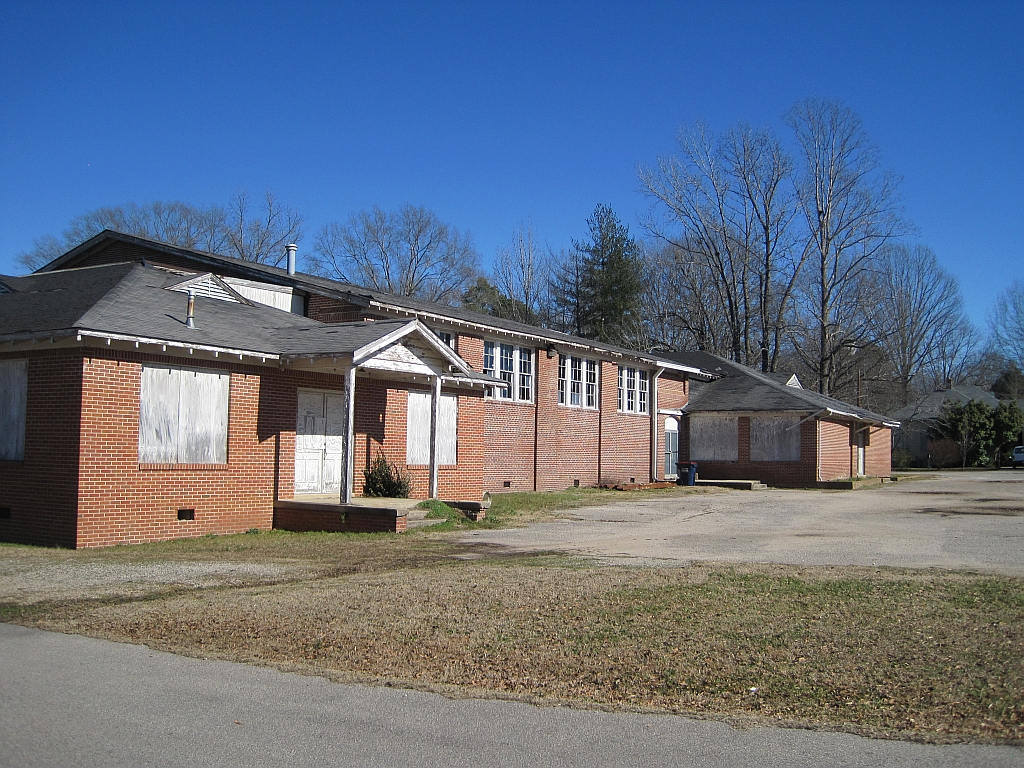